# Герб Видяева
Герб ЗАТО Видяево является основным официальным символом ЗАТО Видяево.

## Описание
Герб ЗАТО Видяево представляет собой сине-красно-золотой геральдический щит, в котором изображен дельфин — традиционный символ стремительности и сил — в окружении полярной звезды, северного сияния и флотских кортиков.
Геральдическое описание (блазон) гласит:
В червленом поле с лазоревой главой, обремененной серебряной о четырех лучах звездой между двумя многократно узко пересеченными серебром и в цвет поля вьющимися лентами, золотая и вписанная вверху и по сторонам пирамида, обремененная черным с серебряным брюхом натурального вида дельфином и сопровожденная по сторонам золотыми кортиками в черных с золотыми украшениями ножнах, положенными рукоятями вверх и наклоненными в стороны
Символика герба отражает следующее:
Верхняя часть — место нахождения ЗАТО пос. Видяево в Заполярье. Силуэт дельфина символизирует подводные силы ВМФ, основную профессию жителей поселка — военных моряков. Кортики в ножнах означают военно-морские соединения, базирующиеся в губах Ара и Ура, военнослужащие которых являются жителями поселка Видяево с 1958 года. Червленый цвет — символ доблести и мужества.
Герб ЗАТО Видяево утвержден решением муниципального Совета от 25 февраля 2004 г. № 26 и внесен в Государственный геральдический регистр Российской Федерации 17 ноября 2004 года с присвоением регистрационного номера 1586.

## История
Поселок возник в 1958 году, и ранее назывался Урицей по имени реки, протекающей рядом. Своё нынешнее название «Видяево» ЗАТО получил в память о командире гвардейской подводной лодки «Щ-422» капитан-лейтенанте Видяеве Федоре Алексеевиче, который погиб 1 июля 1943 года в бою с фашистскими захватчиками. В соответствии с Указом Президента РФ № 269 от 6 марта 2001 года поселок Видяево был преобразован в закрытое административно-территориальное образование (ЗАТО).

### Первый герб
Первый герб ЗАТО Видяево был утвержден в 2002 году и имел следующее описание: шит пересеченный. В верхнем синем поле северное полушарие земли, над ним четырёхконечная звезда, по краям которой северное сияние. В нижнем красном поле силуэт дельфина и два военно-морских кортика в ножнах. Символика: Четырёхконечная звезда и северное сияние обозначают местонахождение ЗАТО Видяево -Крайний Север, под Полярной звездой. Северное полушарие также может обозначать и «зону ответственности» подводных лодок, дислоцирующихся здесь. Дельфин — символ соединения АПЛ, базирующегося в Видяево. Военно-морские кортики и красное поле обозначают государственное (державное) значение: «военная сила России» — и его главное назначение — военно-морская база.
Позже герб Видяево был доработан Союзом геральдистов России. Доработанная версия утверждена 25 февраля 2004 года, герб внесён в Государственный геральдический регистр под № 1586.